# Aleksandr Kokorin
Aleksandr Aleksándrovich Kokorin (en ruso: Александр Александрович Кокорин; Moscú, 19 de marzo de 1991) es un futbolista internacional ruso que juega de delantero en el Aris de Limassol de la Primera División de Chipre.

## Carrera profesional

### Dinamo Moscú
Kokorin debutó el 4 de octubre de 2008 con el Dinamo Moscú en un partido ante el FC Saturn Moscú Oblast. El futbolista entró en el descanso cuando su equipo perdía por 0-1 y a los 18 minutos de estar en el terreno de juego logró el gol del empate en un partido que el Dinamo acabó ganando por dos goles a uno. Kokorin se convirtió en el jugador más joven en marcar en la Liga Premier de Rusia con 17 años y 199 días.
También márcó el gol de la victoria del Dinamo en el estadio del Celtic Glasgow, en la fase previa de la Liga de Campeones 2009-10, partido que suponía el regreso del club a las competiciones de la UEFA ocho años después.

### Anji Majachkalá
El 4 de julio de 2013, el FC Anji abonó los 19 millones de euros de la cláusula de rescisión de Kokorin y se hizo con su fichaje.

### Regreso al Dinamo
Apenas un mes después de su fichaje, el 6 de agosto y tras una reestructuración del Anzhi por la cual el equipo completo fue puesto a la venta, Kokorin junto a sus compañeros Yuri Zhirkov e Igor Denisov fueron traspasados al Dinamo.

## Selección nacional
Ha sido internacional con la selección de fútbol sub-21 de Rusia.
El 12 de mayo de 2014, Fabio Capello, director técnico de la selección nacional de Rusia, incluyó a Kokorin en la lista provisional de 30 jugadores que iniciarán la preparación con miras a la Copa Mundial de Fútbol de 2014. El 2 de junio fue ratificado por Capello en la nómina definitiva de 23 jugadores.

### Participaciones enCopa Mundial de Fútbol
| Mundial                        | Sede   | Resultado    | Partidos | Goles |
| ------------------------------ | ------ | ------------ | -------- | ----- |
| Copa Mundial de Fútbol de 2014 | Brasil | Primera fase | 3        | 1     |

## Clubes
| Club                      | País   | Año       |
| ------------------------- | ------ | --------- |
| F. C. Dinamo Moscú        | Rusia  | 2008-2013 |
| F. C. Anzhi Majachkalá    | Rusia  | 2013      |
| F. C. Dinamo Moscú        | Rusia  | 2013-2016 |
| F. C. Zenit               | Rusia  | 2016-2020 |
| P. F. C. Sochi (cedido)   | Rusia  | 2020      |
| F. C. Spartak Moscú       | Rusia  | 2020-2021 |
| ACF Fiorentina            | Italia | 2021-2024 |
| Aris de Limassol (cedido) | Chipre | 2022-2024 |
| Aris de Limassol          | Chipre | 2024-     |

## Palmarés

### Títulos nacionales
| Título                     | Club                     | País   | Año     |
| -------------------------- | ------------------------ | ------ | ------- |
| Copa de Rusia              | Zenit de San Petersburgo | Rusia  | 2015-16 |
| Supercopa de Rusia         | Zenit de San Petersburgo | Rusia  | 2016    |
| Liga Premier de Rusia      | Zenit de San Petersburgo | Rusia  | 2018-19 |
| Primera División de Chipre | Aris de Limassol         | Chipre | 2022-23 |